# Король Марокко

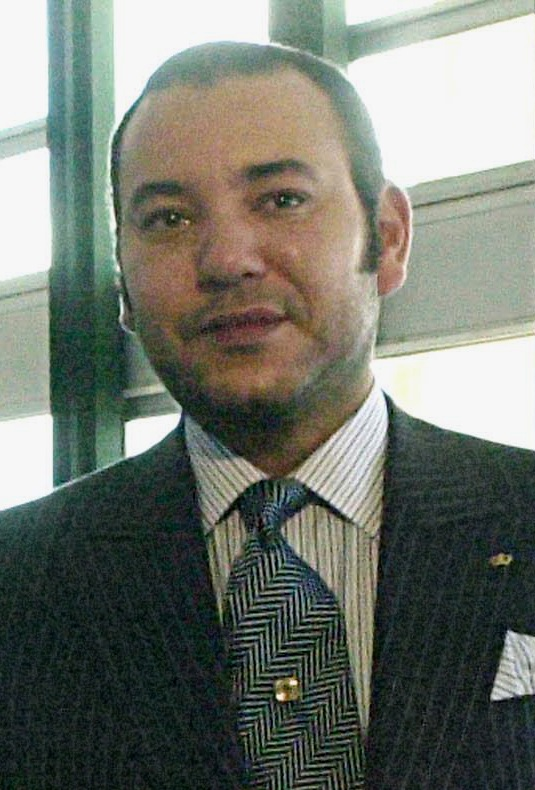
Могамед VI — діючий король Марокко

Король Марокко — голова королівства Марокко.

## Конституційні права
У монарха Марокко необмежені повноваження. Повноваження прем'єр-міністра номінальні, судова система розвинена слабо. Забороняється критично висловлюватися про монархії, членів королівської сім'ї, майнового надбання короля, а також обговорювати право Марокко на території Західної Сахари. Відповідно до конституції країни, король Марокко є релігійним главою держави, а також «вищим представником нації, символом її спільності, гарантом міцності держави». Державна релігія — іслам.
Після здобуття Марокко незалежності 2 березня 1956 на чолі держави перебував султан. Наступного року в країні з'явилась посада короля.
У 2011 році з ініціативи короля Могамеда VI проведена конституційна реформа, відповідно до якої розширені повноваження парламенту і прем'єр-міністра країни, гарантовані незалежність судової системи, основні права і свободи громадян. Берберська мова має статус офіційної нарівні з арабською. Також в Основний закон країни введено положення щодо розширення місцевого самоврядування, соціальних питань та боротьби з корупцією.

## Список правителів Марокко

### Султан
- Могамед V — 2 березня 1956 — 14 серпня 1957

## Королі
- Могамед V — 14 серпня 1957 — 26 лютого 1961
- Хасан II — 26 лютого 1961 — 23 липня 1999
- Мухаммед VI — з 23 липня 1999